# Karl Schmitz-Scholl junior

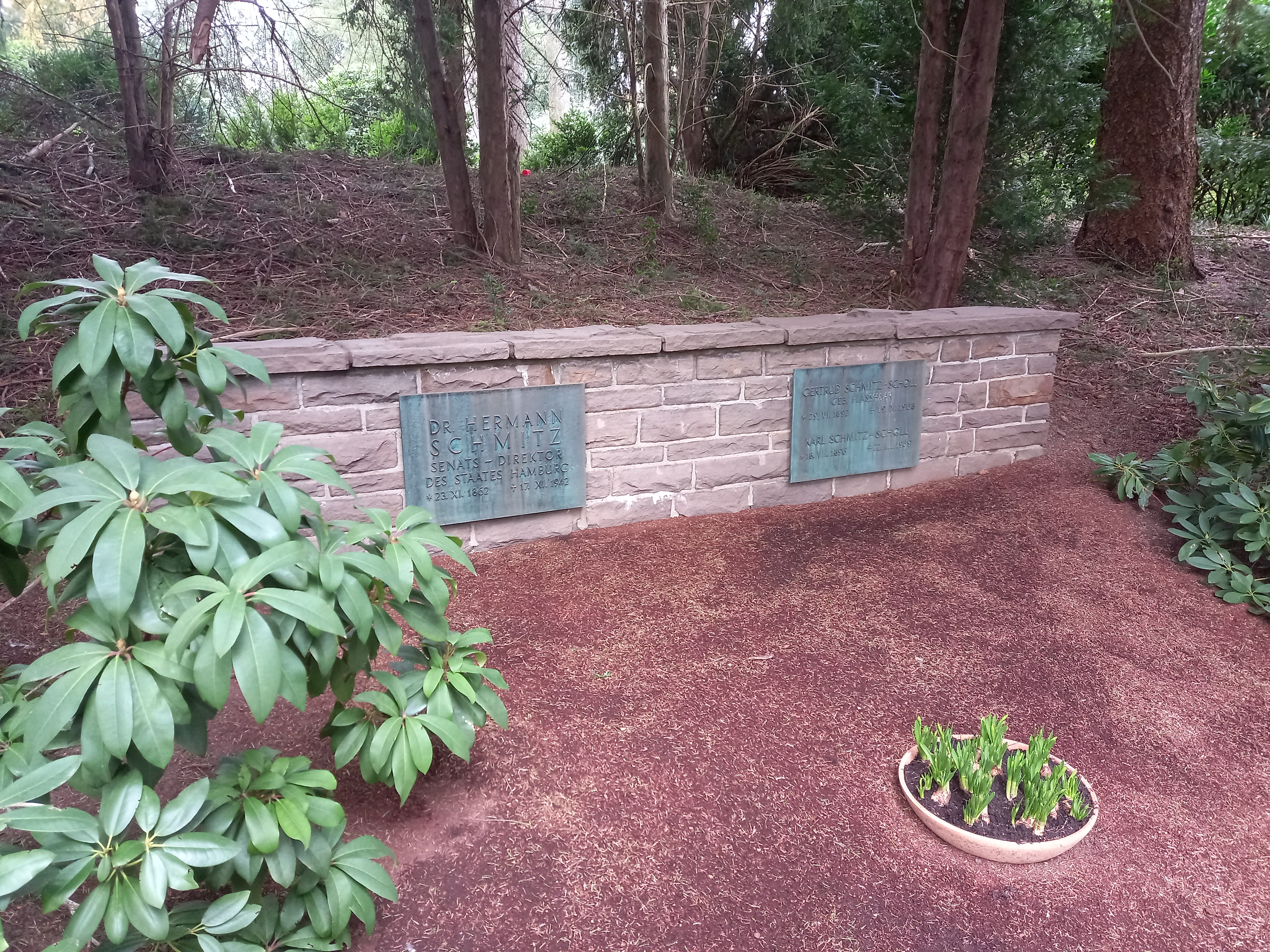
Das Grab von Karl Schmitz-Scholl junior und seiner Ehefrau Gertrud geborene Flasshaar im Familiengrab auf dem Hauptfriedhof Mülheim an der Ruhr

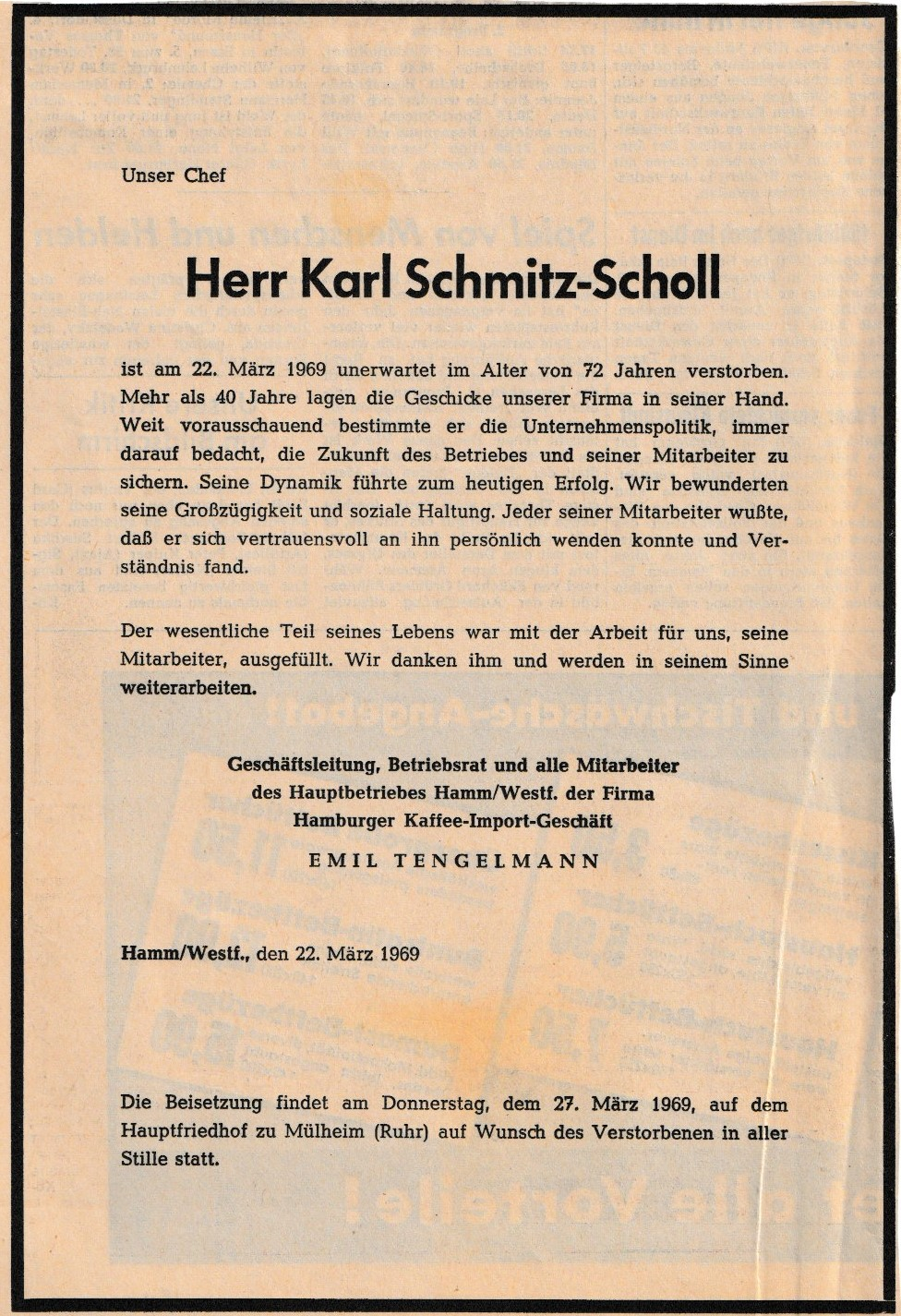
Todesanzeige für Karl Schmitz-Scholl

Karl Erivan Schmitz-Scholl, eigentlich Karl Erivan Schmitz (* 18. Juli 1896 in Mülheim an der Ruhr; † 22. März 1969, in Castagnola bei Lugano) war ein deutscher Großhandelskaufmann und Geschäftsführer des Unternehmens Schmitz-Scholl/Tengelmann.

## Leben und Wirken
Karl Schmitz-Scholl stammte aus einer Mülheimer Kaufmannsfamilie. Nach dem Besuch des Realgymnasiums (1905–1914) und einem aus gesundheitlichen Gründen abgebrochenen Studium an der Universität Leipzig stieg er in das väterliche Unternehmen ein. Von 1933 bis zu seinem Tode 1969 leitete er schließlich das von seinem Vater Karl Schmitz-Scholl senior (1868–1933) ererbte Unternehmen Schmitz-Scholl/Tengelmann als alleiniger Geschäftsführer, wobei seine Schwester Elisabeth Haub geb. Schmitz-Scholl (1899–1977), Mitgesellschafterin war. Zur Firmengruppe gehörten über 400 Tengelmann-Lebensmittelfilialen, mehrere Kaffeeröstereien und Nährmittelwerke und die Schokoladenfabrik Wissoll (abgeleitet von Wilh. Schmitz-Scholl). 1933 wurde Schmitz-Scholl Mitglied der NSDAP und später Mitglied ehrenhalber, ohne Funktion, der SS im Range eines Hauptsturmführers (SS-Nummer 107.773). In der NS-Zeit kooperierte Schmitz-Scholl mit den Nationalsozialisten und ließ über Tengelmann Spezialnahrung für die Wehrmacht produzieren. Für seine „Verdienste um Entwicklung und Einsatz neuartiger Nahrungsmittel für die Massenverpflegung des Heeres“ erhielt er das Kriegsverdienstkreuz 1. und 2. Klasse. Außerdem wurde er 1938 zum Wehrwirtschaftsführer ernannt, eine Auszeichnung, die nach Einschätzung von Historikern auch die Regimetreue verdeutlichte. Er baute nach dem Zweiten Weltkrieg das Unternehmen zu einem Unternehmen mit Milliardenumsatz aus. Nach dem Ende des Zweiten Weltkriegs wurde Schmitz-Scholl 1945 von den Alliierten interniert und erst 1947 wieder entlassen. Im anschließenden Entnazifizierungsverfahren wurde er 1948 von der Kategorie III (Minderbelastete) in die Kategorie IV (Mitläufer) heruntergestuft.
Karl Schmitz-Scholl junior begann um 1950 mit etwa 220 Filialen den Aufbau des Tengelmann-Konzerns, wobei er durch Trennung von Produktionsstätten (z. B. Kaffeeröstereien, Schokoladenfabrik) und Handelskette den Konzern völlig umstrukturierte. Nachdem 1953 ein erster Selbstbedienungsladen in München eröffnet worden war, wuchs die Anzahl der Filialen bis 1969 auf über 350 an. Da Karl Schmitz-Scholls Ehe mit Gertrud Flasshaar (oo 1920 in Menzendorf) kinderlos blieb, wurde nach seinem Tode sein Neffe Erivan Haub (1932–2018) alleiniger Geschäftsführer des Familienunternehmens.
Karl Schmitz-Scholl war Gründungsinitiator der Studiengesellschaft für unterirdische Verkehrsanlagen. 

### Weitere Nachweise
- Neue Ruhr Zeitung v. 25. März 1969
- Landesarchiv NRW, Abt. Rheinland, Bestand NW 1013 I/FA 621 (Entnazifizierungsakten)
- Stadtarchiv Mülheim an der Ruhr, Bestand 1211 Nr. 10 (Personalakten Mülheimer Ratsherren)
- Stadtarchiv Mülheim an der Ruhr, Bestand 1550 Nr. 208 (Mülheimer Persönlichkeiten)

| Personendaten    | Personendaten                                                       |
| ---------------- | ------------------------------------------------------------------- |
| NAME             | Schmitz-Scholl, Karl junior                                         |
| ALTERNATIVNAMEN  | Schmitz-Scholl, Karl Erivan; Schmitz, Karl Erivan (wirklicher Name) |
| KURZBESCHREIBUNG | deutscher Unternehmer                                               |
| GEBURTSDATUM     | 18. Juli 1896                                                       |
| GEBURTSORT       | Mülheim an der Ruhr                                                 |
| STERBEDATUM      | 22. März 1969                                                       |
| STERBEORT        | Castagnola (Lugano)                                                 |